# Shi Taifeng
Shi Taifeng (chinesisch 石泰峰, Pinyin Shí Tàifēng; * Oktober 1956 in Yushe, Provinz Shanxi) ist ein Politiker der Kommunistischen Partei Chinas (KPCh) in der Volksrepublik China (KPCh), der unter anderem von 2015 bis 2017 Gouverneur von Jiangsu war sowie seit 2022 Mitglied des Politbüros der KPCh ist. Seit 2023 ist er zudem Erster Vize-Vorsitzender der Politischen Konsultativkonferenz des chinesischen Volkes (PKKCV).

## Leben
Shi Taifeng, der zum Han-Volk gehört, nahm nach dem Schulbesuch im Mai 1974 eine erste berufliche Tätigkeit auf und wurde im Juni 1982 Mitglied der Kommunistischen Partei Chinas. Nachdem er die Prüfung zur höheren Lehranstalt (Gao Kao) abgelegt hatte, begann er ein Studium der Rechtswissenschaften an der Universität Peking und schloss dort ein postgraduales Studium mit dem Schwerpunkt Grundtheorien des Rechts mit einem Master ab. Zu seinen Kommilitonen gehörte Li Keqiang, der unter anderem zwischen 2013 und 2021 Ministerpräsident der Volksrepublik China war. In der Folgezeit war er als Dozent für Rechtswissenschaften an der Zentralen Parteihochschule der KPCh tätig und absolvierte 1991 ein weiteres postgraduales Studium an der Universiteit van Amsterdam, ehe er im Juli 2001 Vizepräsident der Zentralen Parteihochschule der KPCh wurde. Auf dem 18. Parteitag der KPCh (8. bis 14. November 2012) wurde er zunächst zum Kandidaten des Zentralkomitees (ZK) der KPCh gewählt.
Als Nachfolger von Li Xueyong wurde er am 4. Dezember 2015 zunächst kommissarischer Gouverneur der Provinz Jiangsu und übernahm dieses Amt offiziell am 28. Januar 2016. Er verblieb auf diesem Posten bis zum 31. Mai 2017, woraufhin Wu Zhenglong seine Nachfolge antrat. Am 10. Juni 2017 übernahm er von Li Jianhua die Funktion als Sekretär des Parteikomitees der KPCh der Autonomen Region Ningxia und bekleidete diese bis zum 25. Oktober 2019, woraufhin Chen Run’er ihm nachfolgte. Auf dem 19. Parteitag der Kommunistischen Partei Chinas (18. bis zum 24. Oktober 2017) wurde er erstmals zum Mitglied des ZK der KPCh gewählt und gehört diesem Parteigremium nach seiner Bestätigung auf dem 20. Nationalen Parteikongress der KPCh (16. bis 22. Oktober 2022) seither an. Zugleich wurde er 2018 auch Direktor des Ständigen Ausschusses des Volkskongresses der Autonomen Region Ningxia. Er war auch Mitglied des Nationalen Volkskongresses und während der 13. Legislaturperiode (2018 bis 2013) Stellvertretender Vorsitzender des Ausschusses für Bildung, Wissenschaft, Kultur und öffentliche Gesundheit. Am 25. Oktober 2019 löste Shi Li Jiheng als Sekretär des Parteikomitees der KPCh der Autonomen Region Innere Mongolei ab und behielt diese Funktion bis zu seiner Ablösung durch Sun Shaocheng am 30. April 2022.
Im Anschluss wurde Shi Taifeng im Mai 2022 Nachfolger von Xie Fuzhan als Präsident und Sekretär der Parteiführungsgruppe der Chinesischen Akademie der Sozialwissenschaften, übergab diese Funktion allerdings nach wenigen Monaten bereits am 28. Dezember 2022 an Gao Xiang. Auf dem 20. Nationalen Parteikongress der KPCh wurde er im Oktober 2022 nicht nur als Mitglied des ZK der KPCh bestätigt, sondern zugleich auch zum Mitglied des Politbüros des ZK gewählt und gehört diesem Parteiführungsgremium seither an. Zugleich wurde er auch Mitglied des Sekretariats des ZK und am 27. Oktober 2022 Nachfolger von You Quan als Leiter der einflussreichen Zentralabteilung Vereinigte Arbeitsfront des ZK der KPCh, deren Hauptaufgabe darin besteht, die Beziehungen zur nichtkommunistischen Parteielite zu verwalten, einschließlich Einzelpersonen und Organisationen, die soziale, kommerzielle oder akademische Einflüsse haben oder die wichtige Interessengruppen innerhalb und außerhalb Chinas vertreten. Nach seiner Ernennung durch den Generalsekretär der KPCh Xi Jinping erklärte er, dass die Umsetzung des „Geistes des 20. Parteitags“ nun die wichtigste politische Aufgabe sei. Zuletzt wurde er am 10. März 2023 als Nachfolger von Zhang Qingli auch Erster Vize-Vorsitzender der Politischen Konsultativkonferenz des chinesischen Volkes, ein Organ das anderen Parteien als der KPCh, Massenorganisationen und Vertretern nationaler Minderheiten Mitwirkungsmöglichkeiten an der Meinungsbildung des Nationalen Volkskongresses bieten soll und als beratendes Gremium im Staatsapparat sowohl aus Mitgliedern der KPCh wie aus Nichtparteimitgliedern oder Mitgliedern anderer Parteien, den sogenannten „Acht Demokratischen Parteien und Gruppen“, wie etwa das Revolutionäre Komitee der Kuomintang, besteht. Er ist damit erster Stellvertreter des Vorsitzenden der PKKCV Wang Huning.